# Porte du Pont (Vitry-le-François)
Pour les articles homonymes, voir Porte du Pont.
La porte du Pont est un monument de Vitry-le-François, dans le département de la Marne, en France.

## Historique
La porte du Pont est classée au titre des monuments historiques par arrêté du 13 septembre 1920. Elle est ensuite démontée en 1938, puis reconstruite en 1982, place du Maréchal Leclerc.

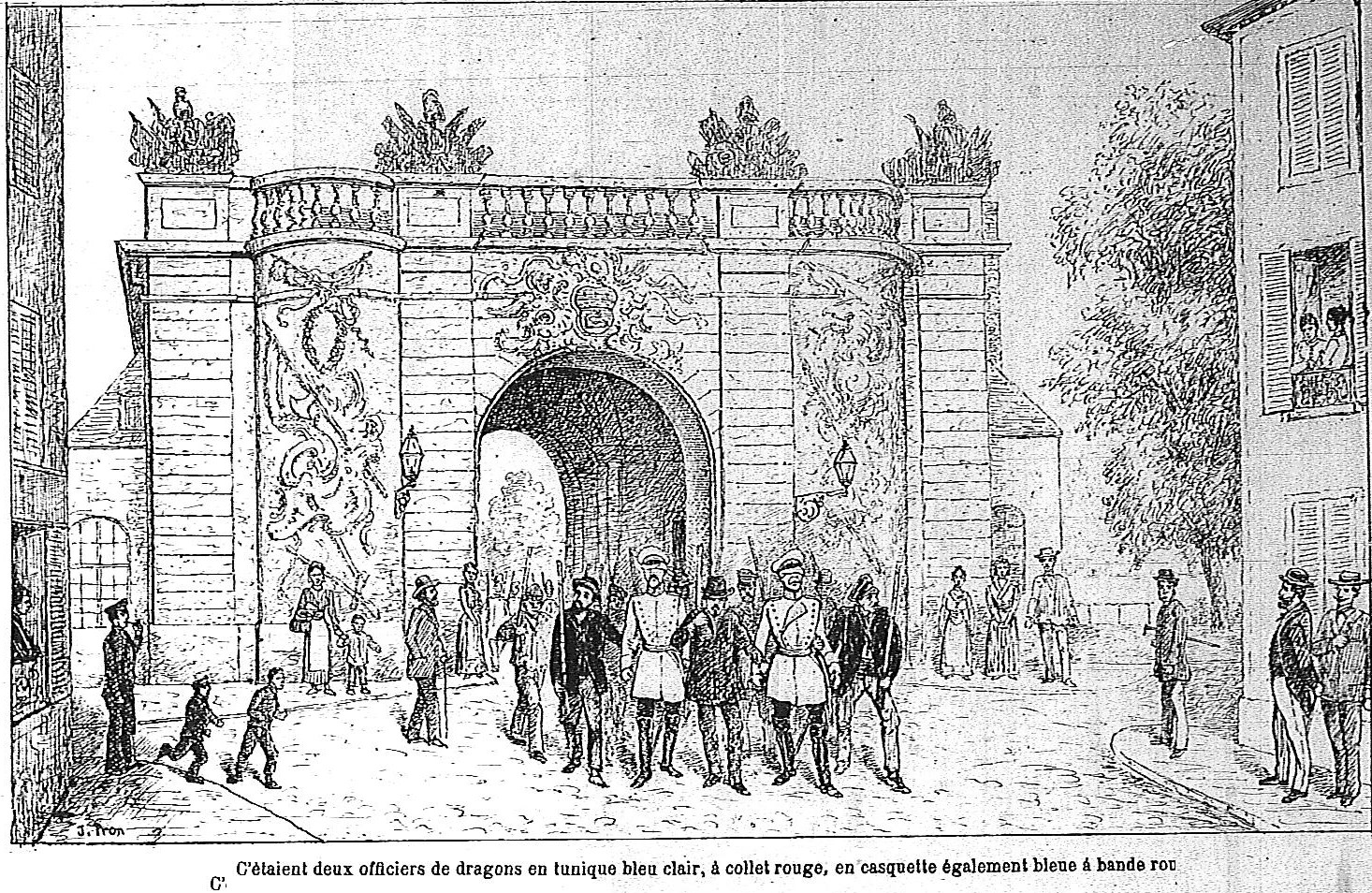
Parlementaires prussien devant en 1870.
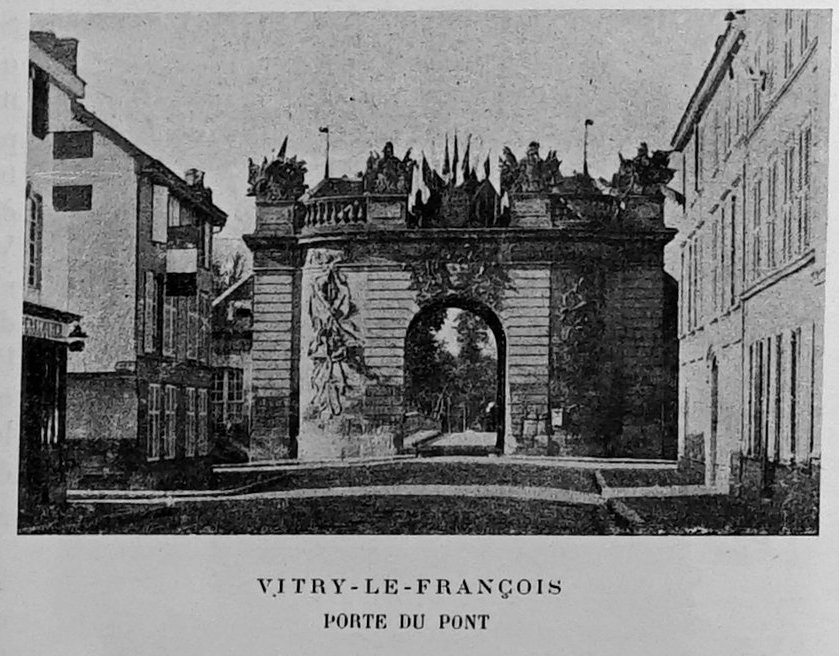
En porte de ville, le pont en arrière plan.
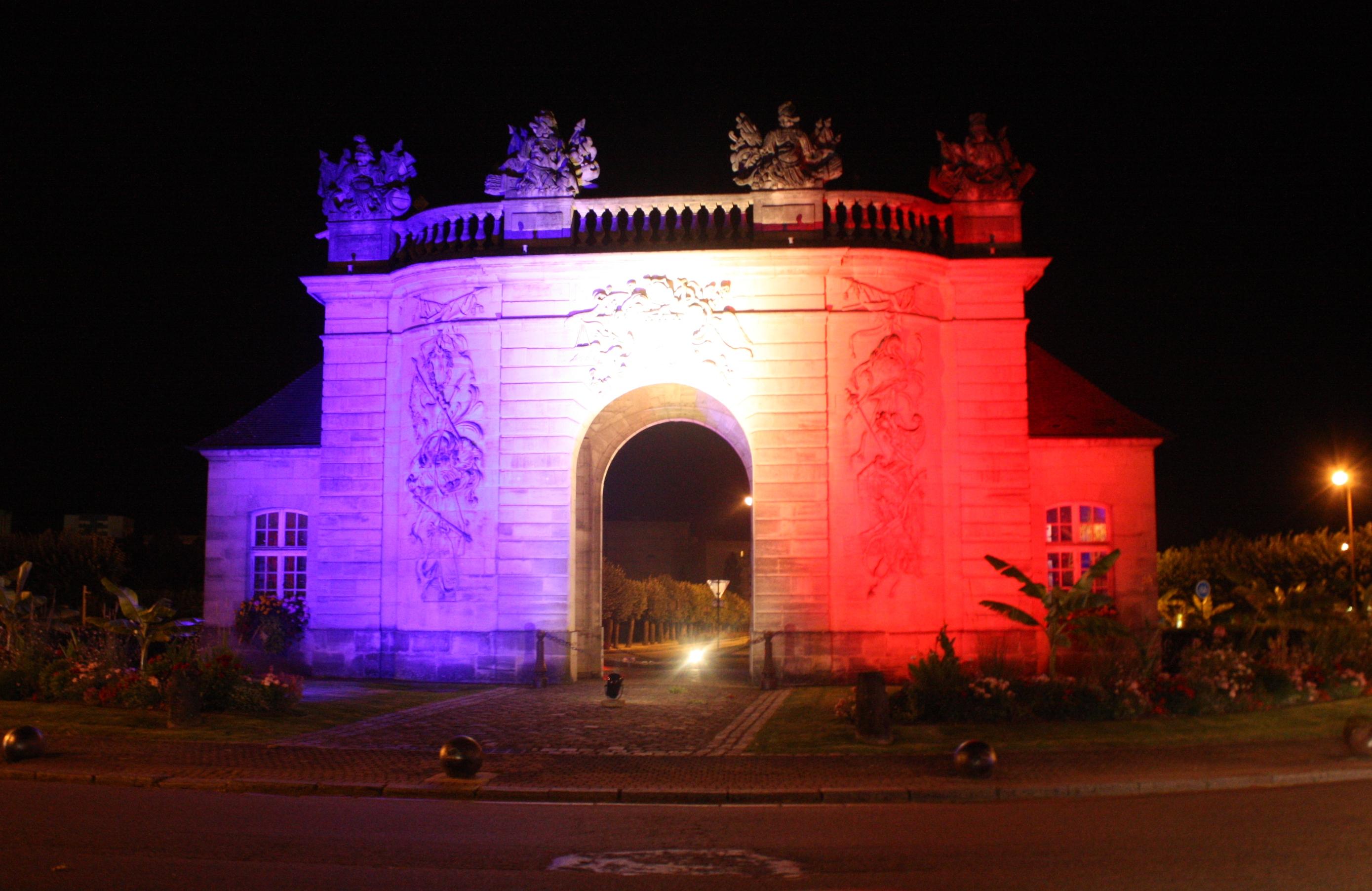
Porte du Pont illuminée pour le Centenaire 14-18.